# Cuchilla del Cordobés
Die Cuchilla del Cordobés ist eine Hügelkette in Uruguay.
Sie befindet sich im westlichen Teil des Departamento Cerro Largo in einer Ausdehnung etwa vom Cañada Brava im Süden bis zum Río Negro als nördliche Begrenzung. Westlich verläuft der Arroyo del Cordobés.